# 千羽由利子
千羽由利子（1967年3月9日—）是日本女性動畫師、人物設計師。熊本縣出身。

## 簡歷
東京設計師學院畢業後，進入動畫公司Studio Giants。1994年和高橋ナオヒト與深澤幸司等人一同設立OLM，此後擔任該公司作品的人物設定與作畫監督職務。目前為自由身。在日本動畫界的女性作畫家中屬於代表性的人物。
千羽的畫風纖細而楚楚動人，在《宇宙人形17》（フィギュア17 つばさ&ヒカル）以後較為偏向寫實風格。
丈夫是動畫《神奇寶貝》的前期導演，演出家的日高政光。

## 參加作品

### 電視動畫
- 名門!第三野球部 （1988年-1989年，動畫）
- NG騎士檸檬汽水&40 （1990年-1991年，作畫監督）
- 俏皮小花仙 （1992年-1993年，作畫監督、原畫）
- 城市風雲兒 （1993年-1994年，作畫監督）
- メタルファイターMIKU （1994年，作畫監督）
- 霸王大系龍騎士 （1994年-1995、作畫監督）
- 恐龍冒險記 （1995年，原畫）
- H2好逑雙物語 (1995年-1996年，作畫監督）
- モジャ公 （1995年-1997年，原畫）
- 超者萊丁 （1996年-1997年，原畫）
- 烙印勇士 （1997年-1998年，作畫監督）
- To Heart （1999年，人物設計、總作畫監督）
- 鋼鐵天使 （1999年-2000年，人物設計、總作畫監督）
- 犬夜叉 （2000年-2004年，原畫）
- 漫畫派對 （2001年，原畫）
- ポケットモンスター ミュウツー! 我ハココニ在リ （2001年，原畫）
- 宇宙人形17 （2001年-2002年，人物設計・總作畫監督）
- 人造人009 THE CYBORG SOLDIER （2001年-2002年，原畫）
- 東京地底奇兵 （2002年，原畫）
- 極限戰士 （2002年-2003年，作畫監督、原畫）
- 彩夢芭蕾 （2002年-2003年，原畫、OP原畫）
- 星空防衛隊 （2003年，原畫）
- 惑星奇航（2003年-2004年，人物設計、總作畫監督、作畫監督）
- 絢爛舞踏祭 ザ・マーズ・デイブレイク （2004年，作畫監督）
- 交響詩篇艾蕾卡7 （2005年-2006年，作畫監督、原畫）
- Code Geass 反叛的魯路修
  - Code Geass 反叛的魯路修 （2006年-2007年，主要動畫師、總作畫監督、作畫監督）
  - Code Geass 反叛的魯路修R2 （2008年，主要動畫師、總作畫監督、作畫監督、原畫）
- 亡念之扎姆德 （2008年，原畫）

### OVA
- ぶっとび!! CPU （1997年，人物設計、作畫監督）※15禁（在現在規定下為18禁）
- 誘惑 COUNT DOWN （1998年，原畫） ※18禁
- 水色 （2003年，作畫監督補佐） ※只參與全年齡版

### 劇場動畫
- 劇場版神奇寶貝 超夢的逆襲 （1998年，原畫）
- 勇者物語 （2006年，人物原案［共同］、人物設計、總作畫監督）

### 其他
- TWO-MIX PV　WHITE REFLECTION （1997年，人物設計・總作畫監督）

## 關連項目
- 東京設計師學院
- Studio Giants
- OLM
- 日本动画师列表